# Progressive psytrance
Genres associés
Trance psychédélique, Trance Goa
La psytrance progressive, également appelée psyprog, est un sous genre musical  de la Trance Psychédélique, ayant émergé au milieu des années 2000. Ce sous-genre se caractérise par un tempo plus lent (entre 125 et 140 BPM), par une structure propre à la musique progressive et par des éléments musicaux empruntés a d'autres genres de musique progressive tels que la House Progressive, la Techno Minimale ou le Metal Progressif.

## Histoire

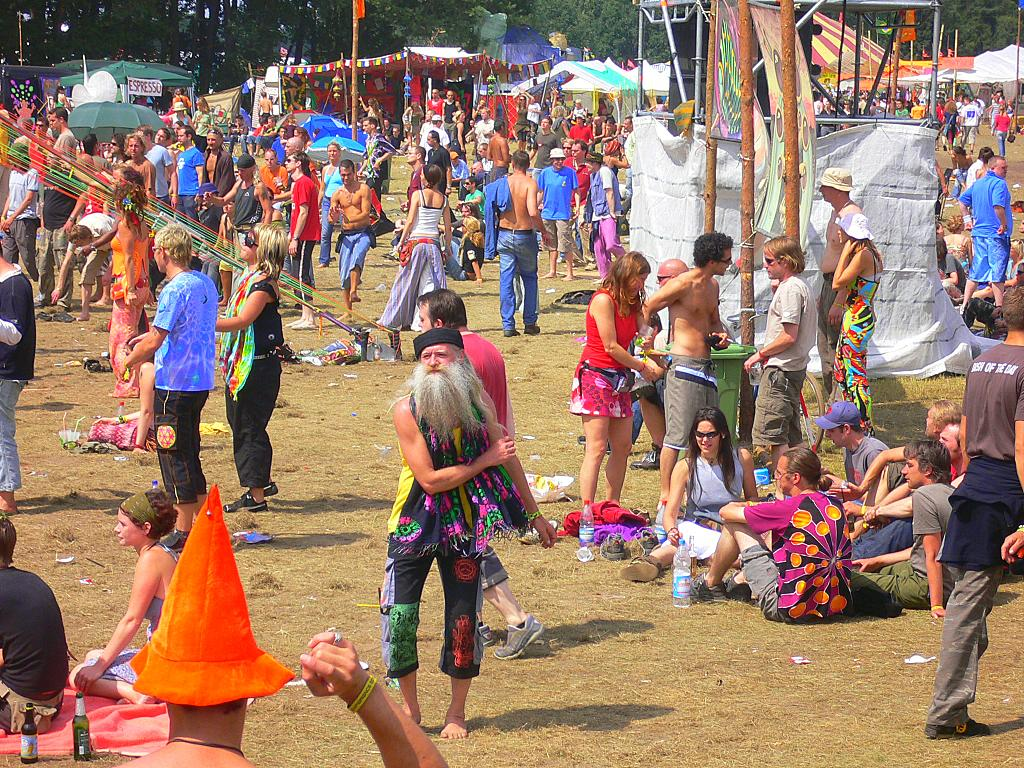
Progressive & Psychedelic Trance Voov Experience en 2005, festival situé près de Hambourg, en Allemagne.

Shiva Chandra est l'un des premiers artistes à avoir créé le genre ; il continue à faire des morceaux sous ce nom et en tant que membre du groupe Auricular. Depuis les années 2000, l'Allemagne et le Danemark ont créé les labels minimalistes les plus renommés. Ces dernières années, l'Australie et la Grande-Bretagne sans oublier Israël avec des artistes comme Astrix pays où la trance psychédélique est très populaire depuis de longues années, ont vu naître leurs propres artistes et labels de trance psychédélique progressive. Dès le début des années 2000, une place de choix est faite à ce sous genre au tempo plus lent que le style "Full on" classique de certains labels comme TIP Records ou Dacru Records, en disposant par exemple d'une scène dédiée au Full Moon Festival des 2006.

## Artistes représentatifs
Les artistes représentatifs de la psytrance progressive incluent notamment Astrix, Atmos, Ace Ventura, Liquid Soul, Ticon, Egorythmia, Lish, Lyctum, Mindwave, Mythospheric, Shiva Shandra, Suntree, Ritmo, Symphonix, Vibrasphere, Time In Motion, Protonica, Zyce, Flegma, Nerso, Static Movement, Talpa, Solid Snake, Neelix, Phaxe, Morten Granau, Talamasca et bien d'autres.

## Labels notables
Les maisons de disques indépendantes trance goa et psytrance sont nombreuses sur la scène internationale. Les artistes sont également nombreux et très peu arrivent à se faire un nom et une notoriété. Les labels les plus réputés sont souvent les plus anciens et sont ceux qui produisent les  DJs compositeurs  les plus populaires du mouvement. Parmi les maisons de disques les plus connues pour sortir de la psytrance progressive, on peut citer par ordre alpahabétique :
- Blue Tunes Records (Allemagne)
- Brother Moon Sister Sun Records (Allemagne)
- Digital Om Productions (Inde et Népal)
- Echoes Records (Israël)
- Geomagnetic.TV Group (États-Unis) dont Spiral Trax, Parabola Music, Power House Records et Goa Records
- HOMmega Productions (Israël)
- Iboga Records (Danemark) dont Future Music Records
- Iono Music (Allemagne)
- Mainstage Records (Israël)
- MDMA Digital Music (Israël)
- Nano Records (Afrique du Sud)
- Profound Records (Inde)
- Solartech Records (Allemagne)
- Sol Music (Israël)
- TesseracTstudio (Serbie)
- Utopia Records (Israël)
- Yellow Sunshine Explosion Recordings (Grande-Bretagne et Allemagne)
- Zenon Records (Australie)